# Hökmossen, Nykvarns kommun
Hökmossen är en bebyggelse vid östra stranden Norra Yngern strax söder om Nykvarna i Turinge socken i Nykvarns kommun. Från 2015 avgränsar SCB här en småort.